# Johann Georg Schwartze

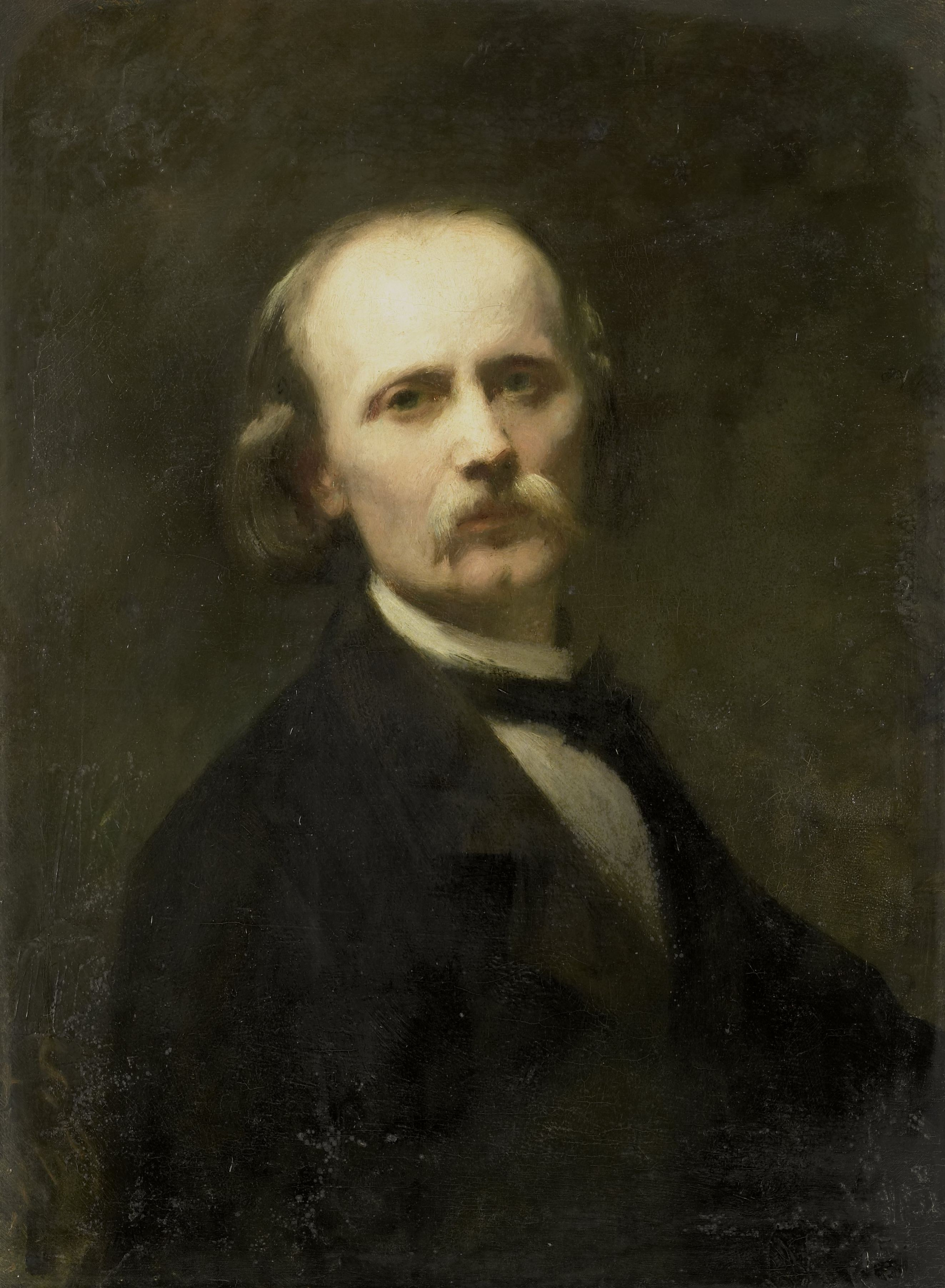
Selbstporträt, 1869

Johann Georg Schwartze, auch John oder Johan George Schwartze (* 20. Oktober 1814 in Amsterdam; † 29. August 1874 ebenda), war ein niederländischer Porträt-, Landschafts- und Genremaler der Düsseldorfer Schule.

## Leben
Schwartze wurde in der Beurssteeg zu Amsterdam geboren. Sein Vater war der aus Vlotho gebürtige Farben- und Lackhändler Johann Engelbert Schwartze (1780–1841), seine Mutter Eleonora Schildbach (1786–1868). Als er drei Jahre alt war, emigrierten die Eltern mit ihm nach Philadelphia (Pennsylvania). Dort wuchs Schwartze auf. 1838 kehrte er in die Alte Welt zurück. In Düsseldorf besuchte er von 1839 bis 1841 die Königlich Preußischen Kunstakademie. Er war damit der erste „Amerikaner“ an dieser Akademie; die US-Amerikaner Trevor McClurg und Emanuel Leutze kamen erst 1841. Schwartzes wichtigster Lehrer war dort der Porträtmaler Karl Ferdinand Sohn. Privatunterricht erhielt Schwartze bei dem Historien- und Landschaftsmaler Carl Friedrich Lessing.
1844 verließ er Deutschland, um in die Vereinigten Staaten zurückzukehren. In Amsterdam als geplantem Zwischenstopp angekommen entschloss er sich jedoch, zunächst noch zu bleiben. 1846 ließ er sich dort dauerhaft als freischaffender Maler nieder, nachdem er 1845 als Mitglied in die Königliche Akademie zu Amsterdam aufgenommen worden war. 1847 wurde er Mitglied der Künstlervereinigung Arti et Amicitiae. In Koblenz heiratete er 1846 Maria Elisabeth Therese Herrmann, die ihm fünf Töchter, darunter die spätere Malerin Thérèse Schwartze und die spätere Bildhauerin Georgine Schwartze, und den Sohn George Washington Schwartze gebar, der ebenfalls ein Künstler werden sollte. Außer seine Kinder unterrichtete er die Malerin Maria Vos. Malerinnen wurden auch seine Enkelinnen Lizzy Ansingh, eine Vertreterin der Amsterdamse Joffers, und Thérèse Ansingh (1883–1968, Künstlername Sorella), beide Töchter seiner Tochter Clara Theresia.

## Werke (Auswahl)

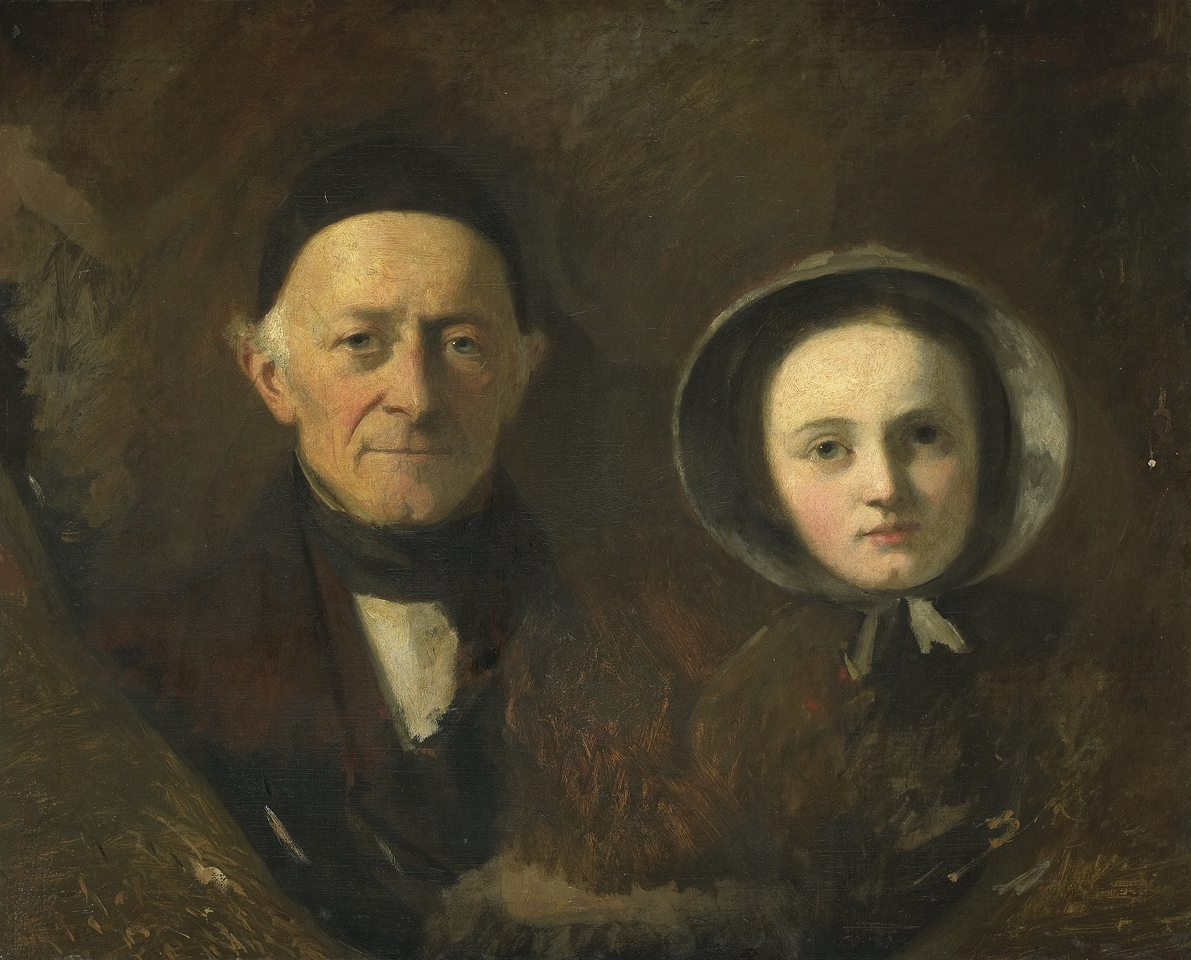
Johann Joseph Hermann und Ida Schwartze, Porträt des Schwiegervaters und der Tochter Ida

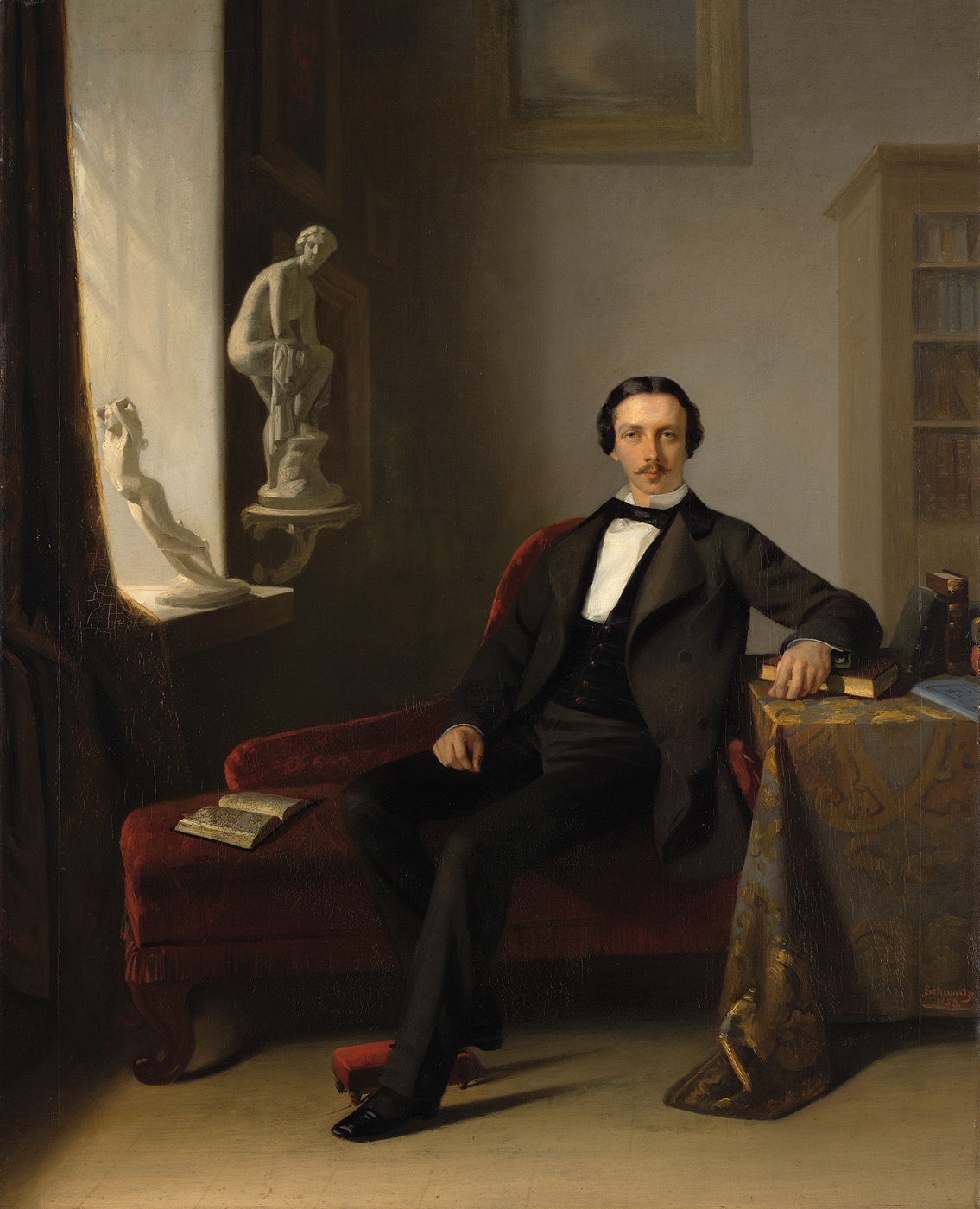
Abraham Willet, 1853, Amsterdam Museum

Schwartze schuf vor allem Porträts, Landschaften und Genrestücke. Das Rijksmuseum Amsterdam verfügt über eine Sammlung von Bildnissen, insbesondere von Personen aus dem persönlichen Umfeld Schwartzes, sowie über dessen Selbstbildnis aus dem Jahr 1869, das durch den Einsatz der Chiaroscuro-Technik auf Bildnisse von Rembrandt van Rijn verweist.
- Arnoud David Willink, Porträt (zugeschrieben), 1847, Museum Voorschoten, Voorschoten
- Abraham Willet, Porträt, 1853, Amsterdam Museum[6]
- Thérèse Schwartze, Porträt der Tochter, 1868, Rijksmuseum Amsterdam
- Selbstporträt, 1869, Rijksmuseum Amsterdam
- Johann Joseph Hermann und Ida Schwartze, Doppelporträt (Schwiegervater und Tochter Ida), Rijksmuseum Amsterdam
- Pieter Arnold Diederichs, Porträt, Rijksmuseum Amsterdam
- Porträt eines eleganten Herrn mit Tabakspfeife